# Первомайський (Бісертський міський округ)
Первома́йський (рос. Первомайский) — селище у складі Бісертського міського округу Свердловської області.
Населення — 50 осіб (2010, 130 у 2002).
Національний склад станом на 2002 рік: росіяни — 60 %, татари — 34 %.